# 丹堡
丹堡（法語：Le Bourg-Dun，法語發音：[lə buʁ dœ̃]）是法国滨海塞纳省的一个市镇，属于迪耶普区。

## 地理
丹堡（49°52'0"N, 0°53'13"E）面积14.74 平方千米，位于法国诺曼底大区滨海塞纳省，该省份为法国北部沿海省份，其西部及北部濒大西洋英吉利海峡，东起顺时针与索姆省、瓦兹省、厄尔省和卡爾瓦多斯省接壤。
与丹堡接壤的市镇（或旧市镇、城区）包括：阿夫勒梅尼勒、隆格伊、滨海基贝维尔、滨海圣欧班、旧圣皮埃尔、滨海索特维尔。

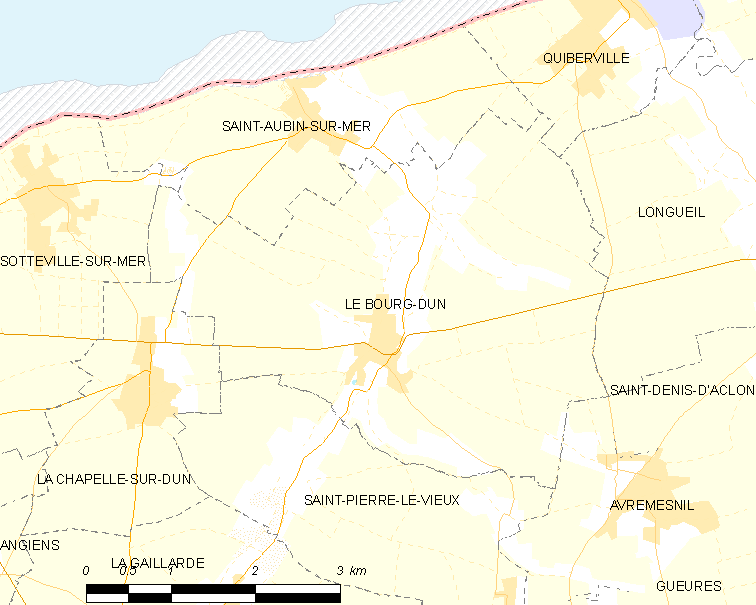
丹堡的OSM定位图

丹堡的时区为UTC+01:00、UTC+02:00（夏令时）。

## 行政
丹堡的邮政编码为76740，INSEE市镇编码为76133。

## 政治
丹堡所属的省级选区为科地区圣瓦勒里县。

## 人口

1962-2008年间丹堡人口变化图示

丹堡于2022年1月1日时的人口数量为426人。